# Fyrtøjet (film 1907)
Fyrtøjet – duński film krótkometrażowy z 1907 roku w reżyserii Viggo Larsena, oparty na baśni Hansa Christiana Andersena pt. „Krzesiwo”.

## Realizacja
Duński film niemy krótkometrażowy Fyrtøjet z 1907 roku był pierwszą ekranizacją baśni „Krzesiwo” Hansa Christiana Andersena opublikowanej w 1835 roku. Czarno-białą produkcję zrealizowano na standardowym sferycznym formacie 35 mm. Obraz wyreżyserował Viggo Larsen, za produkcję odpowiadał Ole Olsen, za zdjęcia Axel Graatkjær. Film wyprodukowała firma Nordisk Films Kompagni, odpowiadająca również za jego dystrybucję w kraju. Premiera odbyła się 3 października 1907 roku.

## Obsada
W filmie wystąpili:
| Postać     | Aktor                 |
| ---------- | --------------------- |
| Żołnierz   | Viggo Larsen          |
| Królewna   | Oda Alstrup           |
| Król       | Gustav Lund           |
| Służący    | Robert Storm Petersen |
| Służący    | Valdemar Petersen     |
| Czarownica | Petrine Sonne         |
|            | Clara Nebelong        |